# North Pembrokeshire and Fishguard Railway
Die North Pembrokeshire and Fishguard Railway war eine britische Eisenbahngesellschaft in Pembrokeshire in Wales.

## Geschichte
Am 8. August 1878 wurde die Rosebush and Fishguard Railway gegründet. Der Plan der Gesellschaft war der Bau einer Bahnstrecke von Rosebush nach Goodwick bei Fishguard in Verlängerung der bestehenden Strecke der Narberth and Maenclochog Railway. Mit dieser wurde 1881 eine entsprechende Betriebs- und Übernahmevereinbarung getroffen. Der Bau der 22,3 Kilometer langen Strecke kam jedoch nicht zustande.
Am 7. August 1884 erhielt die North Pembrokeshire and Fishguard Railway die Konzession für eine Bahnstrecke von Clynderwen nach Fishguard. Sie übernahm dabei die entsprechenden Rechte der Rosebush and Fishguard Railway unter anderem für die Nutzung der Strecke der Narberth and Maenclochog Railway von Clynderwen nach Rosebush. Die Bauarbeiten begannen erst 1893 und am 14. März 1895 wurde die Strecke von Rosebush bis Letterston für den Güterverkehr und am 11. April 1895 für den Personenverkehr freigegeben. Die Gesellschaft sah sich wegen Finanzierungsproblemen beim Bau der Strecke genötigt, Verhandlungen mit der London and North Western Railway aufzunehmen. Um ein Eindringen dieser Gesellschaft in ihr Territorium zu verhindern erwarb die Great Western Railway am 12. Februar 1898 die North Pembrokeshire and Fishguard Railway. Die Strecke wurde am 23. Februar 1898 fertiggestellt.